# Grimoár

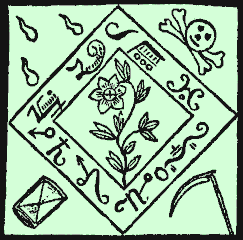
Egy talizmán terve A fekete jérce grimoárból

A grimoár mágiatankönyv. Az ilyen könyvekben általában útmutatók találhatók mágikus erővel ellátott eszközök, mint például talizmánok és amulettek készítéséhez; varázslatok, bűbájok és jövendölések elvégzéséhez és emberfeletti lények: démonok, angyalok, szellemek megidézéséhez és segítségül hívásához. Sok esetben a könyvekről is úgy hiszik, hogy mágikus erővel bírnak, ugyanakkor más kultúrákban is megjelenik a szent írásokhoz kapcsolódóan az a hiedelem, hogy természetfeletti erővel bírnak, mint a Biblia esetén. Így bár minden mágiáról írt könyvet grimoárnak tekinthetünk, nem az összes mágikus könyv az.
Bár a grimoár kifejezés Európából ered és a történelem során sok európai használta őket, Owen Davies történész rámutatott, hogy hasonló könyvek a világ egészén találhatóak Jamaicától Szumátráig, valamint, hogy a legelső ilyeneket az ókori Keleten írták. A grimoár a modern fikciókban is gyakran megjelenik, mint varázskönyv. A legismertebb ilyen Howard Phillips Lovecraft Necronomicon-ja.

## Nevezetes könyvek
Nevezetes történelmi grimoárok:
- La Grand Grimoire (wd) – a fekete mágia könyve, népszerű francia varázskönyv. A 16. századi le Dragon rouge (Vörös Sárkány) rokona, nincs tisztázva, hogy melyik az eredeti változat. 1823-ban jelent meg először nyomtatásban. [6]
- Clavicula Salomonis – "Salamon kulcsa" (wd) – alapja az arab mágia és a héber kabbalisztika. Ez volt a legnépszerűbb mágikus útmutató. Legtöbb fennmaradt példánya nem régebbi a 15. századnál, mégis valószínűnek látszik, hogy az alapszöveg legalább ezer évvel idősebb. Több nyelven maradtak fenn példányai kisebb-nagyobb eltérésekkel. 1559-ben mint különösen veszélyes művet az inkvizíció tiltott könyvnek nyilvánította. [6]
- Lemegeton (wd) – "Salamon kis kulcsairól" – ismeretlen szerzőjű és keletkezési idejű démonológiai varázskönyv. A legnépszerűbb grimoár volt a Clavicula Salomonis után. A legrégebbi fennmaradt példánya a 17. század elejéről származik. A hagyomány Salamontól eredezteti ezt a könyvet is. A legenda szerint 72 démont Salamon belekényszerített és bezárt egy rézedénybe, amit aztán egy tó fenekére süllyesztett. Később ezt az edényt kihalászták és azt gondolva, hogy kincs van benne, kinyitották. Ekkor kiszabadultak a démonok és szétszéledtek a világban. Azóta lehet megidézni őket a könyvben leírt mágikus rítusok és evokációk segítségével. [6]
- Picatrix (wd) – a rituális mágia és a talizmán legösszefogóbb középkori varázskönyve. Ez az eredetileg arabul írt varázskönyv a korreszpondenciák tanával foglalkozik elsősorban, megőrizve és kiterjesztve a szinkretisztikus szemlélet minden vallást összefogó, egyetemességre törekvő jellegét. A könyv alaptétele szerint a világon minden létezőt láthatatlan szálak kötnek össze, egy tradicionálisan meghatározott rendszer szerint kategorizálva a dolgokat. Az egész könyv nem más, mint egy neoplatonista alapokon álló, hermetikus stílusú útmutató a gyakorló mágus számára; kézikönyv vagy enciklopédia, amely segít eligazodni a mágikus összefüggések szövevényében. [6]
- Abramelin szent mágiája (wd)  – a 20. század mágusaira és okkultistáira talán egy grimoár sem tett olyan nagy hatást, mint az Abramelin mágus Szent mágiája Archiválva 2018. szeptember 24-i dátummal a Wayback Machine-ben. Ez a könyv olyan  – az átlagos európai irányvonaltól kissé eltérő – módszerét mutatja be a rituális mágiának, amely az okkultista Francis King szerint az indiai bhakti-jógával állítható párhuzamba. A kézirat valamikor a 18. században francia nyelven íródott, de valójában egy régebbi, héber nyelvű példány másolata. Az eredeti példányt állítólag egy 14-15. századi Ábrahám nevű würzburgi zsidó a fia, Lamech számára írta. A könyv utasításai szerint hat hónapra el kell vonulni egy világtól elzárt, félreeső helyre, ahol spirituális irányultságú aszketikus életet kell élni, szent iratok tanulmányozásába merülve. A hatodik hónap végén, ha az előírásoknak megfelelően és teljes átérzéssel végrehajtotta az előkészületeket, a mágus megidézheti és megismerheti az ő égi patrónusát, szent őrzőangyalát, aki a 20. századi okkultisták és a metafizikai tradíció néhány kutatója szerint nem más, mint az ember felsőbbrendű énje, az emberfölötti világ kapujának őre. Az angyal megtanítja a mágust a jó és rossz szellemek megidézésének minden fortélyára. [6]

A könyv szerzője figyelmezteti a mágia alkalmazóit, hogy ne kezdjenek el kísérletezni a könyvben található mágikus négyzetekkel anélkül, hogy elvégezték volna az előkészületeket, és találkoztak volna saját égi képmásukkal, mert az idő előtti használata beláthatatlan következményekkel járhat. 

### Egyéb könyvek
A 19. század végén és a 20. században újjáéledő mágia, de különösképp a modern boszorkányság megjelenése új grimoárok születését eredményezte. Ha egy grimoár fő kritériumának az alapvető mágikus tanítások, valamint a hozzákapcsolódó rítusok, igézések, bűvölések és egyéb praktikák leírását tartjuk, akkor ide sorolhatók olyan könyvek is, mint például:
- Éliphas Lévi: A magas (transzcendentális) mágia tanítása és rituáléja (Dogme et Rituel de la Haute Magie),
- Aleister Crowley: Mágia – Magick (Book 4)
- Israel Regardie: Az Arany Hajnal (The Golden Dawn)
- Charles G. Leland: Aradia, A boszorkányok evangéliuma (The Gospel of the Witches)

művei. 
- Az Árnyak könyve (Book of Shadows) nem egy konkrét könyvet takar, hanem általános elnevezése a boszorkányok tudományát, ünnepeit, rítusait, énekeit, eszközeit leíró könyveknek.

A 20. század végétől létrejött boszorkánytársaságok, de a "Craft" tőlük független művelői közül is jó néhányan Book of Shadows-ok és egyéb boszorkány-grimoárok sokaságát jelentették meg. 

## Magyarul
- Abramelin szent mágiája. Középkori kabbalisztikus-mágikus rituálékönyv; ford. Seres Dávid; Kássa László, Miskolc, 1998 (A mágia szent könyvei)
- Claviculae Salamonis / Salamon kulcsai. Teljes gyakorlati mágiát tartalmazó középkori kabbalisztikus kézirat; ford. Borsos Mária, Ladányi Lóránd; Hermit, Miskolc, 1999
- Lemegeton avagy Salamon Kis Kulcsai; ford. Nádassy László; Hermit, Miskolc, 2001 (Grimoire)
- Claviculae Salomonis. Eliphas Lévi összeállításában / Salamon kulcsai. A középkor leghíresebb varázskönyve; ford. Ladányi Lóránd; Hermit, Miskolc, 2007
- Grand grimoire. Mágikus esetek és ördögi egyezségek forrásmunkája; ford. Tamás Csaba; Hermit, Onga, 2008 (Esoteria sacra)
- Az árnyak könyve; összeáll. Aidan A. Kelly, ford. Tamás Csaba; Hermit, Onga, 2018
- Picatrix. A bölcs célja; ford. Frazer-Imregh Monika, Hamvas Endre; Szenzár Könyvek, Budapest, 2022 (Bibliotheca Hermetica)